# Condado de Lehigh
El condado de Lehigh (en inglés: Lehigh County), fundado en 1812, es uno de 67 condados del estado estadounidense de Pensilvania. En el censo del año 2000, el condado tenía una población de 312,090 habitantes y una densidad poblacional de 348 personas por km². La sede del condado es Allentown.

## Geografía
Según la Oficina del Censo, el condado tiene un área total de 904 km² (349 mi²), de la cual 899 km² (347,1 mi²) es tierra y 5 km² (1,9 mi²) (0.48%) es agua.

### Condados adyacentes
- Condado de Carbon (norte)
- Condado de Northampton (noreste)
- Condado de Schuylkill (noroeste)
- Condado de Northampton (este)
- Condado de Bucks (sureste)
- Condado de Berks (oeste)
- Condado de Montgomery (sur)

## Demografía
Según el censo de 2000, había 312,090 personas, 121,906 hogares y 82,164 familias residiendo en la localidad. La densidad de población era de 348 hab./km². Había 128,910 viviendas con una densidad media de 144 viviendas/km². El 87.02% de los habitantes eran blancos, el 3.56% afroamericanos, el 0.18% amerindios, el 2.10% asiáticos, el 0.04% isleños del Pacífico, el 5.28% de otras razas y el 1.83% pertenecía a dos o más razas. En el 2008, el 15.3% de la población eran hispanos o latinos de cualquier raza.

## Localidades
Allentown |
Bethlehem (situado en los condados de Lehigh y Northampton) 

### Boroughs

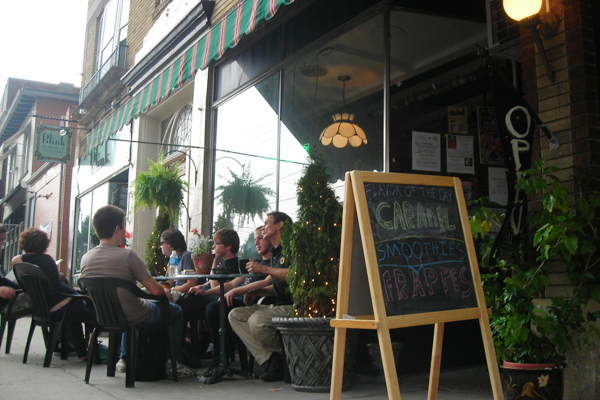
Jóvenes reunidos en la Calle 19, en Allentown's West End.

Alburtis |
Catasauqua |
Coopersburg |
Coplay |
Emmaus |
Fountain Hill |
Macungie |
Slatington 

### Municipios
Hanover |
Heidelberg |
Lower Macungie |
Lower Milford |
Lowhill |
Lynn |
Whitehall |
Salisbury |
South Whitehall |
Upper Macungie |
Upper Milford |
Upper Saucon |
Washington |
Weisenberg |
Whitehall 

### Lugares designados por el censo
Lugares designados por el censo son áreas geográficas designado por la Oficina del Censo de los Estados Unidos con propósitos para datos geográficos. Ellos no están bajo la jurisdicción de las leyes de Pensilvania.
Ancient Oaks |
Fullerton |
Hokendauqua |
Schnecksville |
Stiles

### Áreas no incorporadas
Breinigsville |
Cementon |
Center Valley |
Cetronia|
Dorneyville |
East Texas |
Egypt |
Fogelsville |
Germansville |
Guthsville |
Ironton |
Kuhnsville |
Lanark |
Laurys Station |
Limeport |
Lynnport |
Mechanicsville |
Meyersville |
Neffs |
New Tripoli |
Orefield |
Pleasant Corners |
Sherersville |
Shimerville |
Slatedale |
Summit Lawn |
Trexlertown |
Vera Cruz |
Walbert |
Wescosville

## Educación
- Universidad DeSales